# Biskupice (powiat oleski)
Biskupice (dodatkowa nazwa w j. niem. Bischdorf) – wieś w Polsce, położona w województwie opolskim, w powiecie oleskim, w gminie Radłów.
| SIMC    | Nazwa            | Rodzaj                     |
| ------- | ---------------- | -------------------------- |
| 0144265 | Biskupskie Drogi | przysiółek wsi, do 2024 r. |
| 0144271 | Pustkowie        | przysiółek wsi             |

W miejscowości działa m.in. jednostka OSP. 
W latach 1954–1961 wieś należała i była siedzibą władz gromady Biskupice, po jej zniesieniu w gromadzie Kościeliska. W latach 1975–1998 miejscowość należała administracyjnie do województwa częstochowskiego.

## Nazwa
W alfabetycznym spisie miejscowości na terenie Śląska wydanym w 1830 roku we Wrocławiu przez Johanna Knie miejscowość występuje pod obecną polską nazwą Biskupice oraz nazwą zgermanizowaną Bischdorf. Spis geograficzno-topograficzny miejscowości leżących w Prusach z 1835 roku notuje obecnie używaną, polską nazwę miejscowości Biskupice oraz niemiecką Bischdorf.
12 listopada 1946 r. nadano miejscowości polską nazwę Biskupice.

## Zabytki

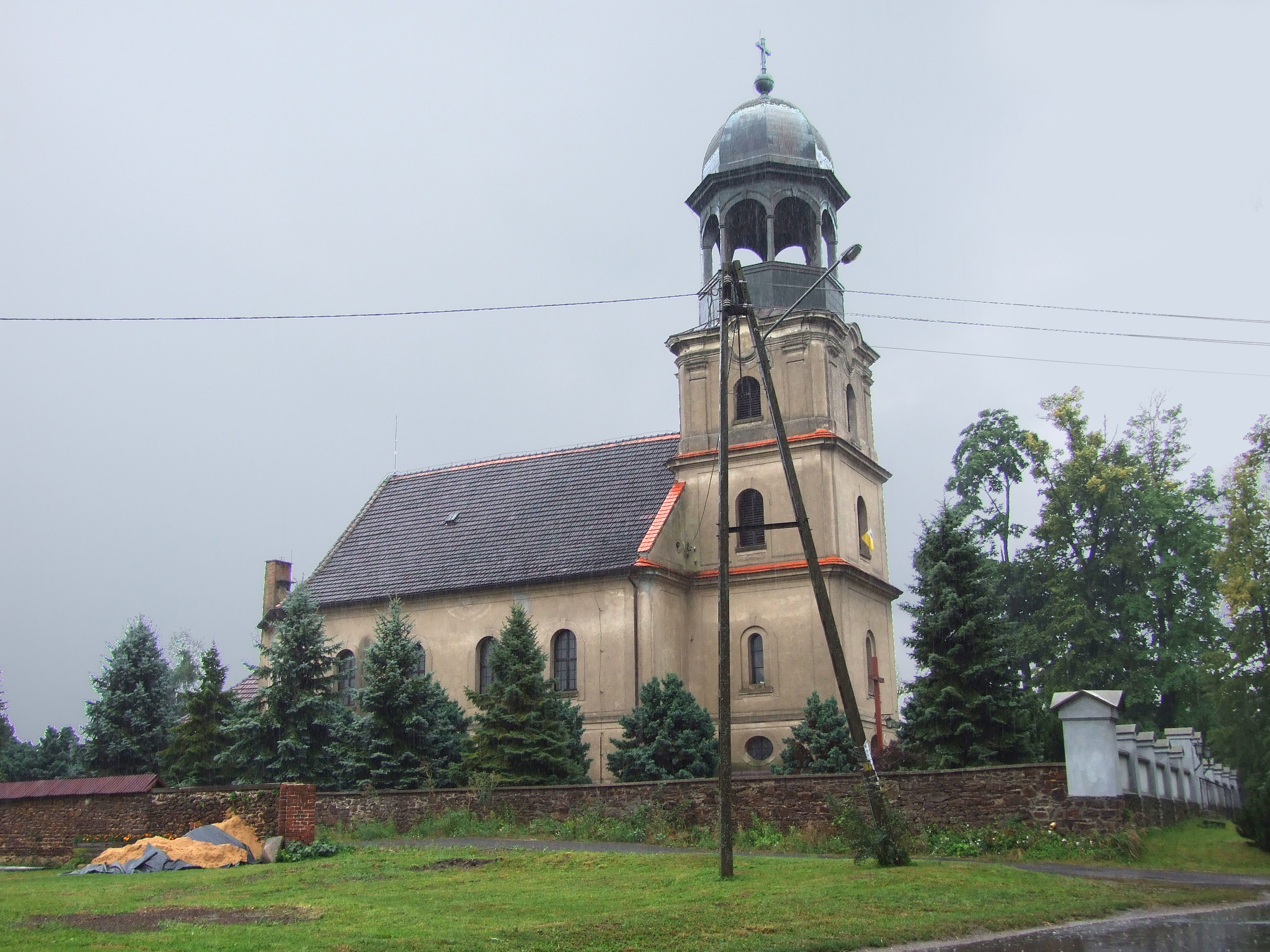
Kościół pw. św. Jacka

Do wojewódzkiego rejestru zabytków wpisane są:
- kościół par. pw. św. Jadwigi, cmentarny, drewniany, z 1718 r., wypisany z księgi rejestru
- kościół ewangelicki, obecnie rzym.-kat. par. pw. św. Jacka, murowany z 1784 r.
- dwór, z poł. XVIII w.

inne obiekty:
- budynek byłej szkoły podstawowej, która została zlikwidowana w 2001 roku. Do 2007 r. budynek był opuszczony i bezużyteczny, obecnie kilka jego pomieszczeń jest zamienianych na klub młodzieżowy.